# Static Age
Static Age est le troisième album studio du groupe d horror punk américain Misfits, enregistré en 1978. Bien qu'il s'agisse du premier album enregistré par le groupe, il n'est sorti dans son intégralité qu'en 1996.

## Historique

### Enregistrement
En août 1977, les Misfits sortent leur premier single « Cough/Cool » sur Blank Records, un label géré par le chanteur du groupe Glenn Danzig. Plusieurs mois plus tard, Mercury Records a publié un disque de Pere Ubu sous une sous division nommé Blank Records, ignorant que Danzig détenait un label à ce nom. Les deux parties sont parvenues à un accord, Danzig acceptant trente heures de studio pour son groupe en échange des droits sur le nom de Blank Records. En janvier et février 1978, les Misfits, alors composés de Danzig, du guitariste Franché Coma, du bassiste Jerry Only et du batteur Mr. Jim, enregistrèrent dix-sept chansons chez CI Recordings à New York avec l'ingénieur et producteur Dave Achelis. En raison de contraintes de temps, le groupe a enregistré les chansons en direct en studio avec seulement quelques prises et très peu de re-recording. Finalement, quatorze des dix-sept morceaux produits au cours des sessions ont été assemblés pour le premier album attendu des Misfits, intitulé Static Age.

### Tentatives infructueuses de sortie
Cependant, le groupe n'a pas réussi à trouver un label intéressé par la sortie de l'album. Au lieu de cela, les Misfits ont sorti quatre des nouveaux morceaux (" Bullet ", " We Are 138 ", " Attitude " et " Hollywood Babylon ") sous le nom de " Bullet " en juin 1978 sur le nouveau label de Dantzig, Plan 9 Records (le quatre mêmes morceaux, ainsi qu'une version remixée de "Last Caress", ont été réédités sur l'EP Beware en janvier 1980).
Lors d'une tournée au Canada en octobre, le guitariste Franché Coma quitte brusquement le groupe, suivi du batteur M. Jim à la fin de la tournée. L'avenir du groupe étant loin d'être certain, les enregistrements de Static Age ont été suspendus indéfiniment. Danzig a recruté de nouveaux membres : Bobby Steele et Joey Image. Les Misfits ont modifié leur style, passant du punk rock traditionnel des sessions Static Age pour une direction plus inspirée des films d'horreur. Aucun des morceaux restants de Static Age n'est sorti pendant la première période du groupe, bien qu'une version réenregistrée de " Teenagers from Mars " soit apparue sur le single " Horror Business " en 1979, et une version live de " We Are 138 " soit apparu sur l'EP Evilive en 1982.
Aucun des titres restants de Static Age n'est sorti , bien qu'une version réenregistrée de "Teenagers from Mars" soit apparue sur le single "Horror Business" en 1979, et qu'une version live de "We Are 138" soit apparue sur l'EP Evilive en 1982.

### Réenregistrement de pistes, et sorties de morceaux isolés
Après la séparation du groupe en 1983, Danzig a ajouté des morceaux de guitare et de basse sur neuf des morceaux inédits de Static Age ("Static Age", "TV Casualty", "Hybrid Moments", "Come Back", "Some Kinda Hate", "Theme for a Jackal", "Angelfuck", "Spinal Remains" et "She").
Ces nouvelles versions sont sorties sur l'album de compilation Legacy of Brutality de 1985. Misfits suivit en 1986, rééditant les morceaux "Bullet" et "Hollywood Babylon" ainsi que la version overdub de "She". Collection II (1995) a réédité "We Are 138" et "Attitude", la version remixée de "Last Caress" et l'inédit "Return of the Fly".

### Sortie officielle en 1996
Avec la sortie du coffret Misfits en 1996, l'album complet original de Static Age a vu le jour pour la première fois en CD, dix-huit ans après l'enregistrement des chansons. Le coffret comprenait les trois albums de compilation ainsi qu'un disque avec les quatorze titres de Static Age qui avaient été mixés en 1978. Les trois morceaux restants, "She", "Spinal Remains" et "In the Doorway", ont été mixés par Alan Douches et Tom Bejgrowicz le 24 février 1997 chez West West Side Music et ont été inclus lorsque Static Age est finalement sorti sous le nom de un album autonome en juillet. "In the Doorway" n'était jamais sorti auparavant, car il était resté non mixé sur les bandes maîtresses pendant dix-neuf ans. L'album comprenait également un dix-huitième morceau non répertorié composé d'un collage de plaisanteries en studio et d'extraits.

## Thèmes des chansons
Plusieurs thèmes des chansons de Static Age sont basées sur des films d'horreur et des événements historiques américains des années 1960 et 1970. "Return of the Fly" emprunte son titre au film Return of the Fly de 1959, et la plupart des paroles de la chanson consistent en une répétition du titre, des acteurs et des personnages du film : " Return of the Fly, Return of the Fly/With Vincent Prix /Hélène Delambre, Hélène Delambre/François, François/Cécile, Cécile". " Bullet " fait référence à l'assassinat du président John F. Kennedy en 1963, avec des paroles sexuellement explicites adressées à sa femme Jacqueline Kennedy Onassis : " Le Texas est un scandale quand votre mari est mort/Le Texas est un scandale quand ils relèvent sa tête/Le Texas est un scandale. la raison pour laquelle le président est mort/Tu dois être nul, nul, Jackie, nul" . Bien que le sujet de "She" ne soit pas mentionné dans les paroles, Eerie Von, associée de Misfits, a noté dans le coffret The Misfits que la chanson parlait de Patty Hearst. Les paroles font référence à la participation de Hearst à un braquage de banque à San Francisco en 1974 : « Elle est sortie les bras vides, une mitrailleuse à la main/Elle est bonne et elle est mauvaise, personne ne comprend/Elle est entrée en silence, n'a jamais dit un mot. /Elle a un papa riche, c'est la fille de son papa" . "Hollywood Babylon" emprunte son titre au livre de Kenneth Anger de 1959, Hollywood Babylon.

## Réception critique
L'album reçoit globalement des critiques excellentes :
- 19 sur 20 chez XSilent[2]
- 6 sur 6 chez gutsofdarkness[4]
- 19 sur 20 chez metalorgie [5]
- 7,8 sur 10 chez SensCritique [6]
- 4 sur 5 chez Forces Parallèles [7]

## Influence
Au début de sa carrière amateur, Mike Diana, qui deviendra plus tard le premier artiste américain à être reconnu coupable d'obscénité aux États-Unis,,a produit en 1988 un magazine de bandes dessinées appelé Angelfuck, qui doit son nom à la chanson de cet album.
Le groupe de rock indépendant Texas Is the Reason a tiré plus tard son nom des paroles de "Bullet".

## Liste des pistes
Toutes les chansons sont écrites et composées par Glenn Danzig.
| 1.    | Static Age          | 1:47 |
| 2.    | TV Casualty         | 2:24 |
| 3.    | Some Kinda Hate     | 2:02 |
| 4.    | Last Caress         | 1:57 |
| 5.    | Return of the Fly   | 1:37 |
| 6.    | Hybrid Moments      | 1:42 |
| 7.    | We Are 138          | 1:41 |
| 8.    | Teenagers from Mars | 2:51 |
| 9.    | Come Back           | 5:00 |
| 10.   | Angelfuck           | 1:38 |
| 11.   | Hollywood Babylon   | 2:20 |
| 12.   | Attitude            | 1:31 |
| 13.   | Bullet              | 1:38 |
| 14.   | Theme for a Jackal  | 2:41 |
| 15.   | She                 | 1:24 |
| 16.   | Spinal Remains      | 1:27 |
| 17.   | In the Doorway      | 1:25 |
| 18.   | Outtakes            | 8:15 |
| 43:17 |                     |      |

## Personnel

### The Misfits
- Glenn Danzig – chant principal
- Jerry Only – basse, chœurs
- Franché Coma – guitares, chœurs
- M. Jim – batterie

### Personnel du studio
- Dave Achelis – producteur, ingénieur du son et mixeur
- Alan Douches – mixage des pistes 15 à 17, mastering
- Tom Bejgrowicz – mixage des morceaux 15 à 17, production et coordination de la réédition
- Pete Ciccone – art et design